# Auly
Auly (ukrainisch Аули; russisch Аулы Auly) ist eine Siedlung städtischen Typs in der ukrainischen Oblast Dnipropetrowsk mit 4100 Einwohnern (2018).

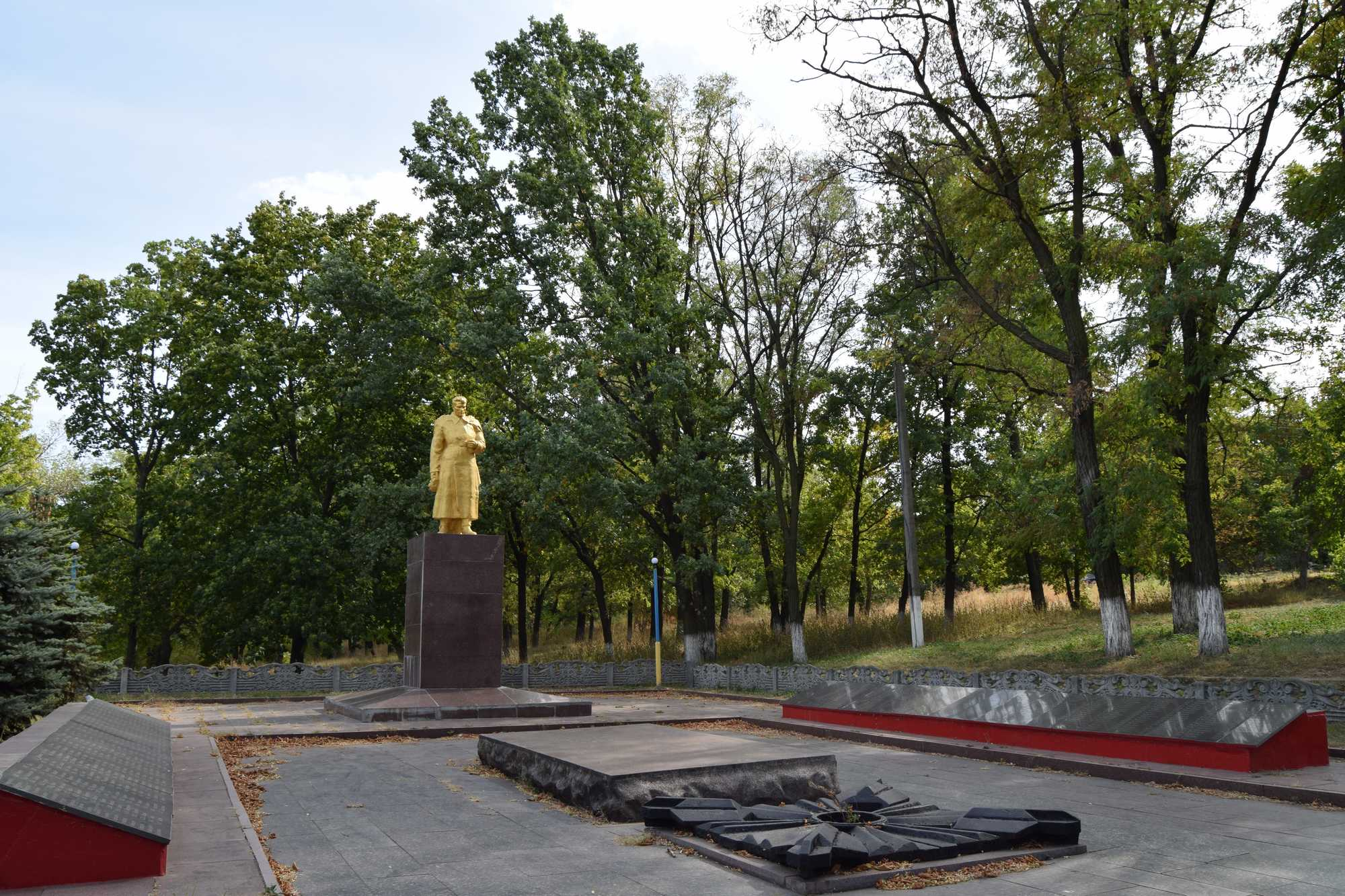
Denkmal im Ort

## Geographie
Auly liegt am zum Kamjansker Stausee angestauten Dnepr im Norden des Rajon Krynytschky. Die Ortschaft befindet sich 21 km westlich der Stadtmitte der Stadt Kamjanske, 62 km westlich des Oblastzentrums Dnipro und 28 km nördlich des ehemaligen Rajonzentrums Krynytschky. Im Nordwesten grenzt der Ort an die Siedlung Dniprowske und im Westen an Nowomykolajiwka.

## Geschichte
Im 18. Jahrhundert gegründet, besitzt Auly seit 1958 den Status einer Siedlung städtischen Typs.
Am 19. August 1941 wurde das Dorf durch Truppen der Wehrmacht besetzt und am 22. Oktober 1943 von der Roten Armee befreit.
Durch die Stauung des Dneprs zum Dniprodserschynsker Stausee wurde der Küstenabschnitt von Auly überflutet, so dass die Bewohner dieses Teils des Ortes in einen, auf einem Hügel liegenden, neu erstellten Ortsteil namens Nowymy Aulamy (Новими Аулами) umgesiedelt werden mussten.

## Verwaltungsgliederung
Am 12. Juni 2020 wurde die Siedlung ein Teil der neugegründeten Siedlungsgemeinde Krynytschky, bis dahin bildete sie zusammen mit den Dörfern Ukrajinka (Українка) und Wyschnewe (Вишневе) die gleichnamige Siedlungsgemeinde Auly (Аулівська селищна громада/Auliwska selyschtschna hromada) im Osten des Rajons Krynytschky, bis 2016 war sie einziger Bestandteil und Hauptort der Siedlungsratsgemeinde Auly (Аулівська селищна рада/Auliwska selyschtschna rada).
Am 17. Juli 2020 kam es im Zuge einer großen Rajonsreform zum Anschluss des Rajonsgebietes an den Rajon Kamjanske.

## Bevölkerung
| 1797 | 1886 | 1959 | 1970 | 1979 | 1989 | 2001 | 2014 |
| ---- | ---- | ---- | ---- | ---- | ---- | ---- | ---- |
| 221  | 1945 | 6081 | 4975 | 4814 | 4546 | 4328 | 4268 |

Quelle: